# 帕赖布纳
帕赖布纳是巴西圣保罗州的一个市镇。总面积809.794平方公里，总人口16456人，人口密度20.3人/平方公里。